# Ben Macintyre
Ben Macintyre, né le 25 décembre 1963 est un auteur britannique, historien et chroniqueur pour le journal The Times.
Ben Macintyre a étudié l’Histoire à Cambridge, il l’auteur de livres d’histoire à succès dont Opération Mincemeat.

## Publications
- (en) The Napoleon of Crime: The Life and Times of Adam Worth, Master Thief, Delta, 1997,  (ISBN 978-0-385-31993-5)
- (fr) En collaboration avec Pierre Guglielmina, La vie aventureuse d'Adam Worth, roi des voleurs, escroc et gentleman, Paris: R. Laffont, 1998.  (ISBN 978-2-221-08582-0)
- Opération Mincemeat, Éditions Ixelles, 2011
- Double Cross: The True Story of the D-Day Spies[1]London: Bloomsbury Publishing, 2012.  (ISBN 978-1-4088-1990-6)
- Kim Philby, l'espion qui trahissait ses amis [« A Spy Among Friends  »], Ixelles éditions, 2014, 399 p. (ISBN 978-2-87515-227-5)
- The Spy and the Traitor, Penguin Random House, 2018.  (ISBN 978-0-241-18665-7) Traduit en français par Henri Bernard et publié par les éditions de Fallois en 2019 sous le titre « L'Espion et le Traître »  (ISBN 979-1032102190).
- Agent Sonya: Lover, Mother, Soldier, Viking, 2020, 400 p.  (ISBN 978-0241408506) Traduit en français Agent Sonya, la plus grande espionne de la Russie soviétique, Éditions de Fallois, 2020, 432 p.  (ISBN 979-1032102480)

## Adaptations
- 2022 :  La Ruse, (Opération Mincemeat) de John Madden, d'après son ouvrage du même nom